# Star Appeal
Star Appeal (1970-1987) est un cheval de course pur-sang britannique, qui causa la plus grande surprise de l'histoire du Prix de l'Arc de Triomphe, où il s'imposa en 1975 à la cote de 119/1, devenant le premier cheval entraîner en Allemagne à inscrire son nom au palmarès. 

## Carrière de courses
Élevé en Irlande par le haras allemand Gestüt Röttgen, entraîné en Irlande par John Oxx, Star Appeal débute en juillet de ses 2 ans et remporte deux de ses cinq sorties en 1970, avec en point d'orgue une troisième place dans les Larkspur Stakes, un groupe 3. L'année suivante, une autre troisième place, dans les Gallinule Stakes, lui vaut de s'aligner au départ de l'Irish Derby, mais il ne peut qu'y figurer. Si le grand entraîneur John Oxx l'a présenté dans l'Irish Derby, c'est bien que Star Appeal devait avoir un certain talent. Mais pas assez pour le Gestüt Röttgen, qui le cède alors à Waldemar Zeitelhack pour 60 000 DM, et le poulain passe sous la responsabilité d'Anton Pohlkotter. Vainqueur de deux courses mineures en Irlande et en Allemagne, sa troisième place dans l'Irish St. Leger justifie largement son acquisition et incite son entourage à tenter sa chance dans le Prix de l'Arc de Triomphe, bien qu'il n'y détienne à peu près aucune chance et qu'il n'y fait que de la figuration – mais voir sa casaque au départ de la plus grande course du monde est un plaisir qui ne se refuse pas. 
En 1974, Star Appeal commence son année en participant au meeting de Cagnes-sur-Mer, avec un bilan mitigé. Mais au printemps il trouve son jour à domicile en remportant une première course de groupe, le Grosser Preis der Badischen Wirtschaft. Honnête compétiteur, bien qu'irrégulier et manquant de classe pour briller au plus haut niveau, Star Appeal court beaucoup et pointe discrètement le bout du nez face aux meilleurs, auxquels son entourage n'hésite pas à le confronter à l'occasion. À son crédit, une honorable quatrième place dans les Champion Stakes en fin de saison, qu'une anonyme sixième place dans un obscur groupe 3 allemand aide vite à relativiser.  
Durant l'hiver 1974-1975, Star Appeal change à nouveau d'entraîneur, et rejoint les boxes de Theo Grieper. Semblant venu à maturité, il se montre enfin régulier, réalise un doublé dans le Grosser Preis der Badischen Wirtschaft, franchit un cap en remportant le Gran Premio di Milano avec son nouveau partenaire, le grand jockey anglais Greville Starkey, et surtout crée une grosse surprise en s'adjugeant les prestigieux Eclipse Stakes, devenant le premier cheval entraîné en Allemagne à gagner un groupe 1 en Angleterre. Ayant radicalement changé de statut, il a bien gagné le droit de s'aligner dans les King George & Queen Elizabeth Stakes. Mais il ne peut qu'assister de loin à cette édition devenue légendaire en raison du match Grundy vs Bustino. Néanmoins, bien qu'il semble rester en deçà des meilleurs, Star Appeal est bien devenu un cheval de groupe 1, bien qu'il y joue le plus souvent les utilités. Il accroche cependant un accessit dans la Benson & Hedges Gold Cup, certes à distance de la grande Dahlia. Son succès dans les Eclipse Stakes justifie malgré tout une nouvelle participation au Prix de l'Arc de Triomphe. Il n'y a pas de vainqueur de Derby au départ, alors tous les regards sont tournés vers la tenante du titre Allez France, l'inusable Dahlia et une ambitieuse pouliche, Ivanjica. On ne fait pas grand cas de la candidature de Star Appeal, vieux routier capable d'un ou deux coups d'éclat, mais n'ayant théoriquement aucune chance dans ce lot. Bien que monté par Starkey, il est abandonné à 119/1, la plus grosse cote de la course, une cote extrême. Et puis l'impensable se produit. Les favoris déçoivent, Star Appeal gagne, et pas qu'un peu : trois longueurs. C'est la surprise du siècle, signé du premier cheval allemand à remporter l'Arc. Il n'y en aura pas d'autre, Star Appeal est ensuite battu nettement dans les Champion Stakes et le Washington, DC International puis prend sa retraite. Il avait couru la course de sa vie le 5 octobre 1975 et, par chance, c'était dans la plus belle des courses. Ce jour-là le Président de la République Valéry Giscard d'Estaing, remettant la coupe au vainqueur, avait déclaré que la victoire en France de ce cheval né en Irlande, entraîné en Allemagne et monté par un Anglais était "une victoire pour l'Europe".    

### Résumé de carrière
| Date         | Hippodrome     | Pays        | Course                                                  | Statut      | Distance    | Jockey        | Place       | Écart       | Vainqueur ou deuxième |
| 1972, 2 ans  | 1972, 2 ans    | 1972, 2 ans | 1972, 2 ans                                             | 1972, 2 ans | 1972, 2 ans | 1972, 2 ans   | 1972, 2 ans | 1972, 2 ans | 1972, 2 ans           |
| ------------ | -------------- | ----------- | ------------------------------------------------------- | ----------- | ----------- | ------------- | ----------- | ----------- | --------------------- |
| 8 juillet    | Phoenix Park   | Irlande     | Maiden                                                  |             | 1 200 m     | H. Cope       | 8e / 12     | ―           | ―                     |
| Juillet      | Galway         | Irlande     | Maiden                                                  |             | 1 400 m     | ―             | 3e / 11     | 8           | Klairvimy             |
| Août         | Dundalk        | Irlande     | Warren Point Plate                                      |             | 1 600 m     | H. Cope       | 1er / 7     | 4           | ―                     |
| Septembre    | Leopardstown   | Irlande     | Larkspur Stakes                                         | Gr. 3       | 1 400 m     | H. Cope       | 3e / 9      | 2 ½         | Kwang Su              |
| Octobre      | Naas           | Irlande     | ―                                                       |             | 1 200 m     | G. Law        | 1er / 9     | 1           | Eternal Youth         |
| 1973, 3 ans  |                |             |                                                         |             |             |               |             |             |                       |
| Avril        | Curragh        | Irlande     | Madrid Free Handicap                                    |             | 1 400 m     | G. Law        | 1er / 13    | 2           | ―                     |
| Avril        | Navan          | Irlande     | ―                                                       |             | 2 000 m     | H. Cope       | 3e / 7      | 4           | Solar Wind            |
| Mai          | Curragh        | Irlande     | Gallinule Stakes                                        | Gr. 2       | 2 000 m     | H. Cope       | 3e / 4      | 6           | Hail the Pirates      |
| 30 juin      | Curragh        | Irlande     | Irish Derby                                             | Gr. 1       | 2 400 m     | H. Cope       | 7e / 15     | ―           | Weaver's Hall         |
| Juillet      | Leopardstown   | Irlande     | Hennessy Handicap                                       |             | 2 000 m     | J. Law        | 2e / 11     | 3/4         | Status Seeker         |
| Juillet      | Phoenix Park   | Irlande     | Hazel Hatch Handicap                                    |             | 2 000 m     | H. Cope       | 1er / 8     | 1 ½         | Bend a Bow            |
| Août         | Baden Baden    | Allemagne   | Preis der Stadt Baden-Baden                             |             | 2 000 m     | E. Johnson    | 1er / 14    | 4 ½         | Belmondo              |
| 22 septembre | Curragh        | Irlande     | Irish St. Leger                                         | Gr. 1       | 2 800 m     | H. Cope       | 3e / 7      | 8 ¾         | Conor Pass            |
| 7 octobre    | Longchamp      | France      | Prix de l'Arc de Triomphe                               | Gr. 1       | 2 400 m     | P. Alafi      | 13e / 27    | ―           | Rheingold             |
| 1974, 4 ans  |                |             |                                                         |             |             |               |             |             |                       |
| 10 février   | Cagnes-sur-Mer | France      | Prix Robert de Villeneuve-Bargemon                      |             | 2 600 m     | P. Alafi      | 6e          | ―           | ―                     |
| 19 février   | Cagnes-sur-Mer | France      | Prix That                                               |             | 2 400 m     | P. Alafi      | 3e / 7      | ―           | My Brief              |
| 10 mars      | Cagnes-sur-Mer | France      | Grand Prix du Conseil des Alpes-Maritimes               |             | 2 400 m     | P. Alafi      | 4e / 19     | 11          | My Brief              |
| 21 avril     | Gelsenkirchen  | Allemagne   | Grosser Preis der Stadt Gelsenkirchen                   | Gr. 3       | 2 000 m     | M. Cosman     | 2e / 13     | enc.        | Caracol               |
| 19 mai       | Baden Baden    | Allemagne   | Grosser Preis der Badischen Wirtschaft                  | Gr. 2       | 1 800 m     | P. Alafi      | 1er / 13    | 3 ½         | Horst-Herbert         |
| 2 juin       | Longchamp      | France      | Prix Dollar                                             | Gr. 2       | 1 950 m     | L. Piggott    | 11e / 12    | ―           | Margouillat           |
| 23 juin      | Frankfurt      | Allemagne   | Concentra Pokal                                         | Gr. 2       | 2 000 m     | M. Cosman     | 1er / 8     | 3 ½         | Telemach              |
| 20 juillet   | Hamburg        | Allemagne   | Hansa Preis                                             | Gr. 2       | 2 200 m     | M. Cosman     | 10e / 14    | ―           | Caracol               |
| Août         | ―              | Allemagne   | Grosser Preis von Rhein-Westphalia                      |             | 2 400 m     | P. Alafi      | 6e          | ―           | ―                     |
| Août         | Baden Baden    | Allemagne   | Oettingen-Rennen                                        | Gr. 3       | 1 600 m     | M. Cosman     | 6e          | ―           | Ace of Aces           |
| 8 septembre  | Baden Baden    | Allemagne   | Grosser Preis von Baden                                 | Gr. 1       | 2 400 m     | D. Richardson | 5e / 11     | ―           | Marduk                |
| 15 septembre | Munich         | Allemagne   | ―                                                       |             | 1 600 m     | ―             | 2e          | ―           | Honduras              |
| 19 octobre   | Newmarket      | Royaume-Uni | Champion Stakes                                         | Gr. 1       | 2 000 m     | G. Starkey    | 4e / 14     | 4 ¾         | Giacometti            |
| Octobre      | Düsseldorf     | Allemagne   | Grosser Preis der Dusseldorfer Industrie und Wirtschaft | Gr. 3       | 2 400 m     | M. Cosman     | 6e / 12     | ―           | Sinclair              |
| 1975, 5 ans  |                |             |                                                         |             |             |               |             |             |                       |
| 13 avril     | Cologne        | Allemagne   | Fünfjahre Handicap                                      |             | 1 600 m     | F. Drechsler  | 2e / 18     | tête        | Woodstock             |
| 8 mai        | Dortmund       | Allemagne   | Vogelpark Walsrode Rennen                               |             | 1 800 m     | F. Drechsler  | 3e / 14     | 3 ¾         | Daus                  |
| 25 mai       | Baden Baden    | Allemagne   | Grosser Preis der Badischen Wirtschaft                  | Gr. 2       | 1 800 m     | F. Drechsler  | 1er / 12    | cte enc.    | Horst-Herbert         |
| 15 juin      | San Siro       | Italie      | Gran Premio di Milano                                   | Gr. 1       | 2 400 m     | G. Starkey    | 1er / 11    | 3/4         | Duke of Marmalade     |
| 7 juillet    | Sandown        | Royaume-Uni | Eclipse Stakes                                          | Gr. 1       | 2 000 m     | G. Starkey    | 1er / 16    | 2           | Nobiliary             |
| 26 juillet   | Ascot          | Royaume-Uni | King George & Queen Elizabeth St.                       | Gr. 1       | 2 400 m     | G. Starkey    | 9e / 11     | ―           | Grundy                |
| 19 août      | York           | Royaume-Uni | Benson & Hedges Gold Cup                                | Gr. 1       | 2 080 m     | G. Starkey    | 3e / 6      | 6 ½         | Dahlia                |
| 7 septembre  | Baden Baden    | Allemagne   | Grosser Preis von Baden                                 | Gr. 1       | 2 400 m     | G. Starkey    | 4e / 10     | 4 ¾         | Marduk                |
| 5 octobre    | Longchamp      | France      | Prix de l'Arc de Triomphe                               | Gr. 1       | 2 400 m     | G. Starkey    | 1er / 24    | 3           | On My Way             |
| 18 octobre   | Newmarket      | Royaume-Uni | Champion Stakes                                         | Gr. 1       | 2 000 m     | G. Starkey    | 4e / 9      | 3           | Rose Bowl             |
| 8 novembre   | Laurel Park    | États-Unis  | Washington, DC International                            | Gr. 1       | 2 400 m     | G. Starkey    | 5e / 9      | 9 ¾         | Nobiliary             |

## Au haras
À l'issue de son atypique carrière, Star Appeal est envoyé faire la monte au haras national anglais, où malgré son pedigree 100% teuton, il obtient des résultats modestes mais honorables, donnant notamment Kamiros (Preis von Europa), Madam Gay (Prix de Diane, sa seule victoire !) ou Star Way, placé des Sussex Stakes. Il meurt en 1987.

## Origines
Dans son éloge de l'Europe, Giscard aurait pu mentionner en outre que Star Appeal avait un père italien, Appiani, qui remporta le Derby Italien, le Premio Presidente della Repubblica et se classa troisième des Eclipse Stakes. Étalon en Allemagne, il remporta un titre de tête de liste des étalons en 1975, l'annus mirabilis de son rejeton le plus mémorable. Côté maternel, on est donc sur du 100% teuton, dans la famille la plus importante de l'élevage du Gestüt Röttgen. La mère, Sterna (fille du meilleur étalon allemand des années 60, Neckar), a donné également Star Wolf (par Wolver Hollow), vainqueur d'un groupe 3 allemand, et Sternwacht, la grand-mère de Sternkönig, vainqueur du Derby Allemand et grand étalon outre-Rhin. Sterna est par ailleurs la sœur de Stani, lauréat notamment du Grosser Preis von Baden, troisième du Bayerisches Zuchtrennen et du Gran Premio del Jockey Club derrière le légendaire Ribot. 

### Pedigree
| Origines de Star Appeal (IRE), mâle bai, né en 1970 | Origines de Star Appeal (IRE), mâle bai, né en 1970 | Origines de Star Appeal (IRE), mâle bai, né en 1970 | Origines de Star Appeal (IRE), mâle bai, né en 1970 |
| --------------------------------------------------- | --------------------------------------------------- | --------------------------------------------------- | --------------------------------------------------- |
| Père Appiani                                        | Herbager                                            | Vandale                                             | Plassy                                              |
| Père Appiani                                        | Herbager                                            | Vandale                                             | Vanille                                             |
| Père Appiani                                        | Herbager                                            | Flagette                                            | Escamillo                                           |
| Père Appiani                                        | Herbager                                            | Flagette                                            | Fidgette                                            |
| Père Appiani                                        | Angela Rucellai                                     | Rockfella                                           | Hyperion                                            |
| Père Appiani                                        | Angela Rucellai                                     | Rockfella                                           | Rockfel                                             |
| Père Appiani                                        | Angela Rucellai                                     | Aristareta                                          | Niccolo Dellarca                                    |
| Père Appiani                                        | Angela Rucellai                                     | Aristareta                                          | Acquaforte                                          |
| Mère Sterna                                         | Neckar                                              | Ticino                                              | Athanasius                                          |
| Mère Sterna                                         | Neckar                                              | Ticino                                              | Terra                                               |
| Mère Sterna                                         | Neckar                                              | Nixe                                                | Arjaman                                             |
| Mère Sterna                                         | Neckar                                              | Nixe                                                | Nano                                                |
| Mère Sterna                                         | Stammesart                                          | Alchimist                                           | Herold                                              |
| Mère Sterna                                         | Stammesart                                          | Alchimist                                           | Aversion                                            |
| Mère Sterna                                         | Stammesart                                          | Stammesfahne                                        | Flamboyant                                          |
| Mère Sterna                                         | Stammesart                                          | Stammesfahne                                        | Selika (famille 12-g)                               |